# فرمات

ساختار شیمیایی فرمات

فرمات (به انگلیسی: Formate) یا متانوات (به انگلیسی: methanoate) یک آنیون با فرمول شیمیایی CHOO− یا HCOO− یا HCO2− است. این ترکیب در واقع آنیون اسید فرمیک است. فرمات ساده‌ترین آنیون گروه‌های کربوکسیلات است.
انواع مختلفی از ترکیبات فرمات وجود دارند مانند: متیل فرمات و سدیم فرمات.

## مثال‌ها
- اتیل فرمات،  CH3CH2(HCOO)
- سدیم فرمات،  Na(HCOO)
- سزیم فرمات، Cs(HCOO); ببینید سزیم
- متیل فرمات،  CH3(HCOO)
- متیل کلروفرمات،  CH3OCOCl
- تری‌اتیل اورتوفورمات
- تری‌متیل ارتوفرمات،  C4H10O3